# ماركيس الريف
ماركيس الريف (بالإسبانية: Marquesado del Rif)‏ هو لقب نبالة إسباني، أنشأه الملك ألفونسو الثالث عشر، بموجب المرسوم الملكي الصادر في 26 مايو 1926م، لفائدة القائد العسكري خوسي سانخورخو،  جزاء لأداءه في عملية إنزال الحسيمة.
تم منح هذا اللقب في البداية تحت اسم «ماركيز مونتي مالموسي» (بالإسبانية: Marquesado de Monte Malmusí)‏، وتم تغيير تسميته في 1 أكتوبر 1927، ليصبح «ماركيس الريف». الذي يشير إلى إقليم الريف، وهو تقسيم إداري لمنطقة الريف زمن الحماية الإسبانية في المغرب.

## ماركيسات الريف
|                          | صاحب اللقب                   | الفترة                   |
| أنشأه ألفونسو الثالث عشر | أنشأه ألفونسو الثالث عشر     | أنشأه ألفونسو الثالث عشر |
| ------------------------ | ---------------------------- | ------------------------ |
| I                        | خوسي سانخورخو إي ساكانيل     | 1926-1935                |
| II                       | خوستو سانخورخو خيمينيز بينيا | 1935-1936                |
| III                      | خوسيه سانخورخو بريتو         | 1941-2005                |
| شاغر                     |                              |                          |